# 蓋貝萊區
蓋貝萊區是阿塞拜疆的一個區，位於該國北部，北與俄羅斯達吉斯坦共和國為界。面積1,543平方公里，1991年人口13,400人。首府蓋貝萊。

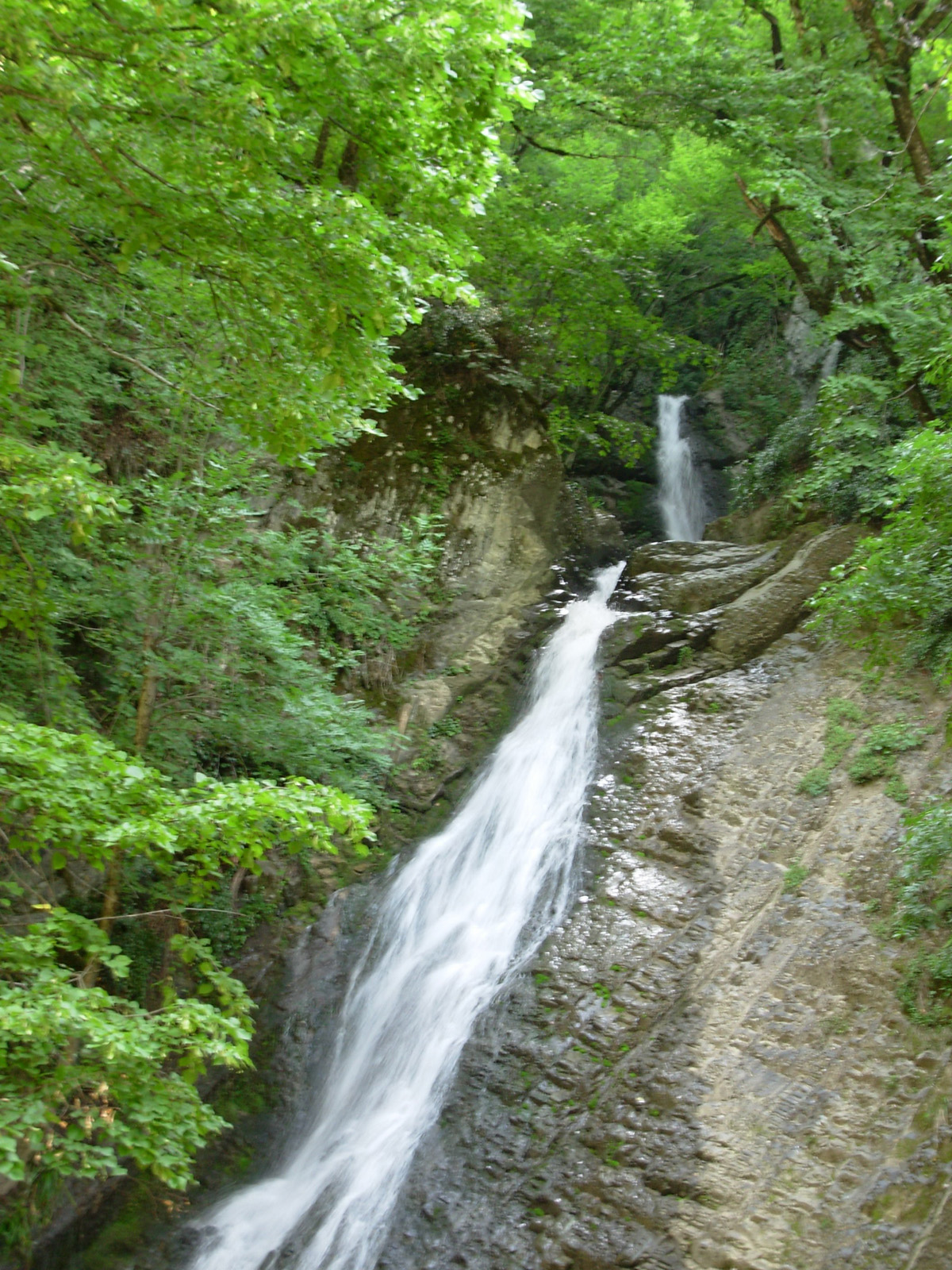
A watefall in Gabala district of Azerbaijan

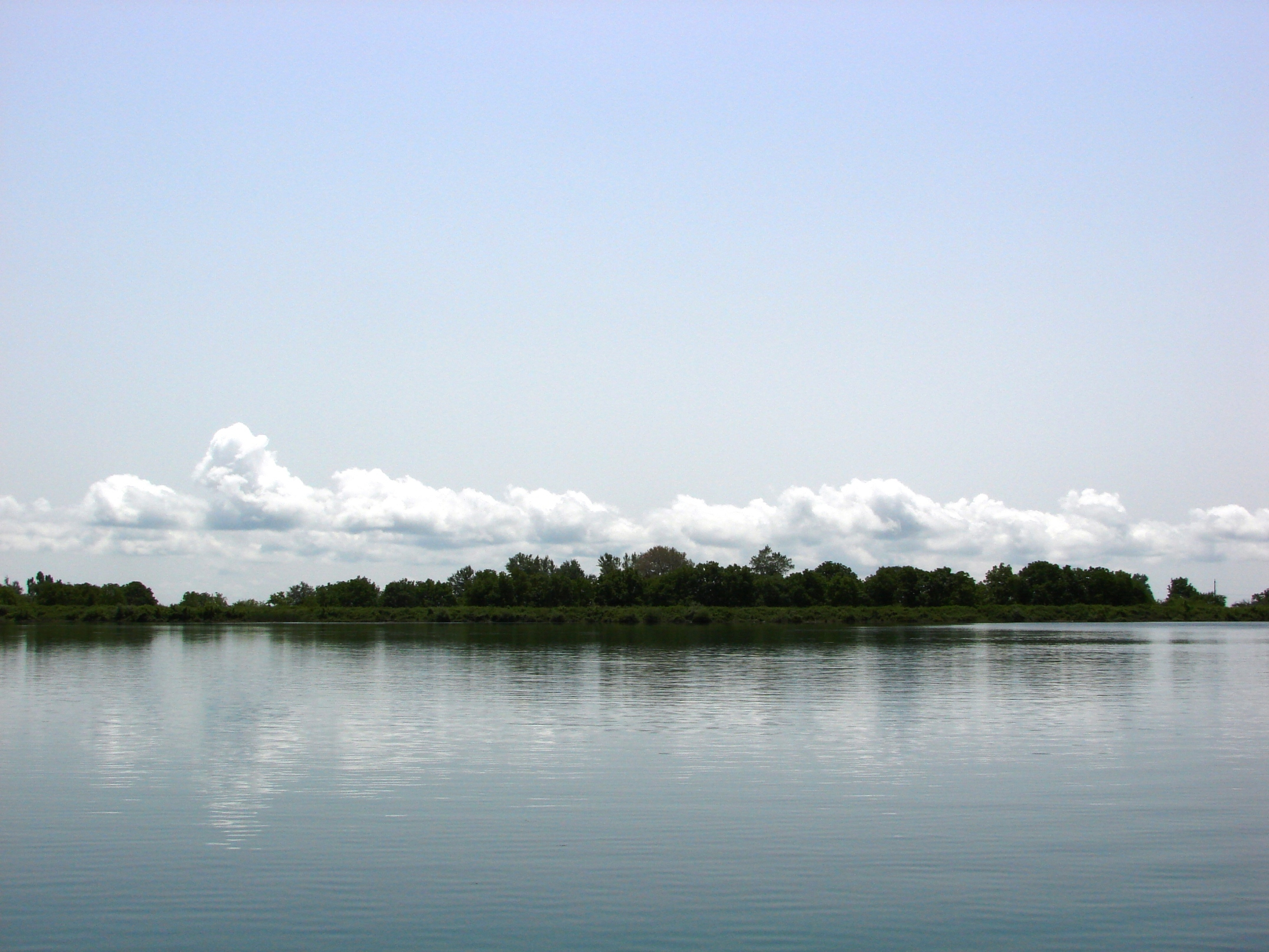
A lake in Gabala district of Azerbaijan

1930年設區。